# Gary S. Becker
Gary Stanley Becker (født 2. december 1930, død 3. maj 2014) var en amerikansk økonom og Nobelprismodtager. Becker blev født i Pottsville i Pennsylvania, fik sin bachelor-grad fra Princeton University i 1951 og sin Ph.D.-grad fra University of Chicago i 1955. Han underviste ved Columbia University fra 1957 til 1968 for derefter at vende tilbage til Chicago, hvor han var ansat ved institutterne for økonomi og sociologi ved University of Chicago. Becker modtog John Bates Clark-medaljen i 1967 og fik tildelt Nobelprisen i økonomi i 1992.
Becker var en af de første økonomer til at benytte økonometri og økonomiske teorier på områder, der traditionelt betragtes som tilhørende sociologien. Disse områder dækker alt fra racediskrimination, kriminalitet, familie og helbred til uddannelse. Han har dermed været med til at udvide genstandsfeltet for økonomisk analyse ganske betydeligt. Han var kendt for at argumentere for, at menneskelige handlinger kan ses som rationelle og nyttemaksimerende. Hans tilgang gjorde pladse til eksistensen af altruisme ved at definere individers nytte derefter. Han var også en førende forsker inden for studiet af humankapital. Han var gift med Guity Nashat, en Mellemøsten-historiker, hvis forskningsinteresser overlappede hans egne.